# Ian Liddell-Grainger
Ian Richard Peregrine Liddell-Grainger (født 23. februar 1959) er en konservativ politiker i Storbritannien. 
Siden 2001 har Ian Liddell-Grainger repræsenteret Bridgwater i West Somerset i Underhuset.

## Slægt
Ian Liddell-Graingers oldefar (prins Alexander af Teck, senere den 1. jarl af Athlone samt generalguvernør i Sydafrika og Canada) var bror til dronning Mary af Storbritannien og svoger til kong Georg 5. af Storbritannien. Prins Alexander Cambridge af Teck var oldesøn af kong Georg 3. af Storbritannien.
Ian Liddell-Graingers oldemor (prinsesse Alice af Albany, grevinde af Athlone) var sønnedatter af dronning Victoria af Storbritannien. Den 7. juli 2008 havde Ian Liddell-Grainger nummer 612 på listen over arveberettigede til den britiske trone.

## Familie
I 1985 blev Ian Liddell-Grainger gift med Jill Nesbit. Parret har tre børn.